# Cima di Valeille
La Cima di Valeille (pron. fr. AFI: [valɛj]; in francese, Pointe de Valeille - 3.357 m s.l.m.) è una montagna del Massiccio del Gran Paradiso tra la Valle d'Aosta ed il Piemonte.

## Descrizione
Dal versante valdostano, la montagna è situata al fondo della Valeille (laterale della Val di Cogne); dal versante piemontese si trova al termine del Vallone di Ciardonei (laterale della Val Soana).
La montagna è composta di tre vette:
- Cima Occidentale di Valeille - 3.357 m
- Cima Centrale di Valeille - 3.319 m
- Cima Orientale di Valeille - 3.296 m.

## Accesso alla vetta
Dal versante piemontese si può salire sulla vetta partendo da Forzo (1.178 m - frazione di Ronco Canavese) e passando per il Bivacco Gino Revelli (2.610 m).